# Meridyrias
Meridyrias é um gênero de traça pertencente à família Arctiidae.